# Pedro Robles
Pedro Jerónimo Robles Rey (Madrid, Comunidad de Madrid, España, 17 de julio de 1977) es un exjugador de baloncesto español, que ocupa la posición de escolta.

## Trayectoria
Formado en las categorías inferiores del CB Estudiantes, jugó durante 4 años en el primer equipo colegial, donde, como en todos los equipos donde jugó demostró ser un gran tirador exterior, en el equipo del Ramiro ganó la Copa del Rey del año 2000, la tercera en las vitrinas del equipo madrileño. Después jugaría en 5 equipos más, en el Gijón Baloncesto un año, Pamesa Valencia, donde no dispuso de muchos minutos, pero si le sirvió para engordar el palmarés ganando la ULEB Cup del año 2003, el Unelco Tenerife, equipo que por entonces estaba recién ascendido a la Liga ACB, el CB Murcia, donde pudo asentarse durante 6 años, jugando a caballo entre LEB y ACB, y el Cáceres Ciudad del Baloncesto, jugando durante 2 temporadas en LEB Oro, y siendo el equipo donde se retiraría en el año 2013. A lo largo de su carrera acumuló 11 temporadas en ACB (Estudiantes, Gijón Baloncesto, Pamesa Valencia y Unelco Tenerife), donde disputó 332 partidos con una media de 6,2 puntos por partido; y 4 en LEB (CB Murcia -dos ascensos- y  Cáceres Ciudad del Baloncesto -dos Playoffs-), donde en 138 partidos promedió 9,2 puntos.

## Clubes
CB Estudiantes. Categorías inferiores.
- 1997-2001 ACB. Adecco Estudiantes.
- 2001-2002 ACB. Gijón Baloncesto.
- 2002-2003 ACB. Pamesa Valencia.
- 2003-2005 ACB. Unelco Tenerife.
- 2005-2011 ACB y LEB Oro. CB Murcia
- 2011-2013 LEB Oro. Cáceres Ciudad del Baloncesto

## Palmarés
- 1999-00 Copa del Rey. Adecco Estudiantes. Campeón.
- 2002-03 ULEB Cup. Pamesa Valencia. Campeón.
- 2005-06 Copa LEB. Polaris World Murcia. Campeón.
- Concurso de triples ACB (1): Temporada 2009-2010.[3]